# Гронов
Гронов (чеш. Hronov) — город в северо-восточной части Чехии, расположенный рядом с чешско-польской границей. Географически город расположен на стыке Броумовской возвышенности и Подорлицкого кряжа в месте впадения в реку Метуе Збечницкого ручья. Гронов прежде всего известен ежегодным театральным фестивалем Йираскув Гронов, названного в честь уроженца города известного чешского писателя Алоиса Йирасека.

## Части города Гронова
Частями муниципалитета Гронов являются бывшие следующие населённые пункты: собственно город Гронов и деревни Мала-Чермна, Рокитник, Велки-Држевич, Жабокрки и Збечник.
В марте 2010 года в деревнях Велки-Држевич и Рокитник прошёл референдум о выходе из состава муниципалитета Гронова, однако в обеих деревнях за выход высказалось менее 50% жителей и обе деревни остались в составе Гронова.

## История
Первое письменное упоминание о Гронове относится к 1359 году. Город основал рыцарь Грон из Находа из рода Начератицов, заселявших по поручению короля Вацлава I побережье реки Метуе к северу от города Старе-Мнесто-над-Метуйи. В документе 1415 года Гронов впервые записан как малый город, не имеющий самостоятельного правового статуса и входивший в состав Находского панства.
В 1850 году Гронов стал самостоятельным городом.

## Достопримечательности
- Костёл Всех Святых, заложенный в 1359 году и расширенный в XVIII веке.
- Марианский столб на городской площади, поставленный в 1725 году.
- Театр и музей Алоиса Йирасека.
- Родной дом Алоиса Йирасека.
- Памятник и мемориальная доска Йозефа Чапека и Гелены Чапковой на месте, где стоял их дом.
- Йираскув бук.
- Кнаглова хата.

## Население
| Год  | Численность | Численность |
| ---- | ----------- | ----------- |
| 1869 | 4488        | [ 6 ]       |
| 1880 | 4719        | [ 6 ]       |
| 1890 | 5493        | [ 6 ]       |
| 1900 | 7248        | [ 6 ]       |
| 1910 | 9004        | [ 6 ]       |
| 1921 | 7786        | [ 6 ]       |
| 1930 | 8215        | [ 6 ]       |
| 1950 | 7315        | [ 6 ]       |
| 1961 | 7374        | [ 6 ]       |
| 1970 | 7404        | [ 6 ]       |
| 1980 | 7189        | [ 6 ]       |
| 1991 | 6653        | [ 6 ]       |
| 2001 | 6519        | [ 6 ]       |
| 2014 | 6255        | [ 7 ]       |
| 2016 | 6107        | [ 8 ]       |
| 2017 | 6112        | [ 9 ]       |
| 2018 | 6132        | [ 10 ]      |
| 2019 | 6125        | [ 11 ]      |
| 2020 | 6098        | [ 12 ]      |
| 2021 | 6075        | [ 13 ]      |
| 2022 | 6032        | [ 14 ]      |
| 2023 | 6096        | [ 15 ]      |
| 2024 | 6096        | [ 4 ]       |

## Спорт
- Более 50-ти лет Гронов служит местом старта 8-ми километрового пробега Гронов—Наход.
- Футбольный клуб АФК Гронов
- Хоккейный клуб ХЦ Виков Гронов
- Волейбольный клуб ВК Гронов

## Интересные факты
- Вблизи Гронова в 1901 году было зарегистрировано самое сильное землетрясение в Чехии — магнитудой 4,7 по шкале Рихтера.
- У Пивоварского пруда Гронова произошла встреча Алоиса Йираска с президентом Томашем Г. Масариком.
- В парке Гронова недалеко от статуи Алоиса Йирасека бьёт минеральный источник, называемый Прдлавка. Вода из источника используется в лечебных и профилактических целях.
- Северо-западнее от Гронова, в лесу Матерници, находится Скалаков источник (Скалакова студанка), вода из которого во время эпидемии холеры 1832 года  использовалась как лекарство.

## Галерея

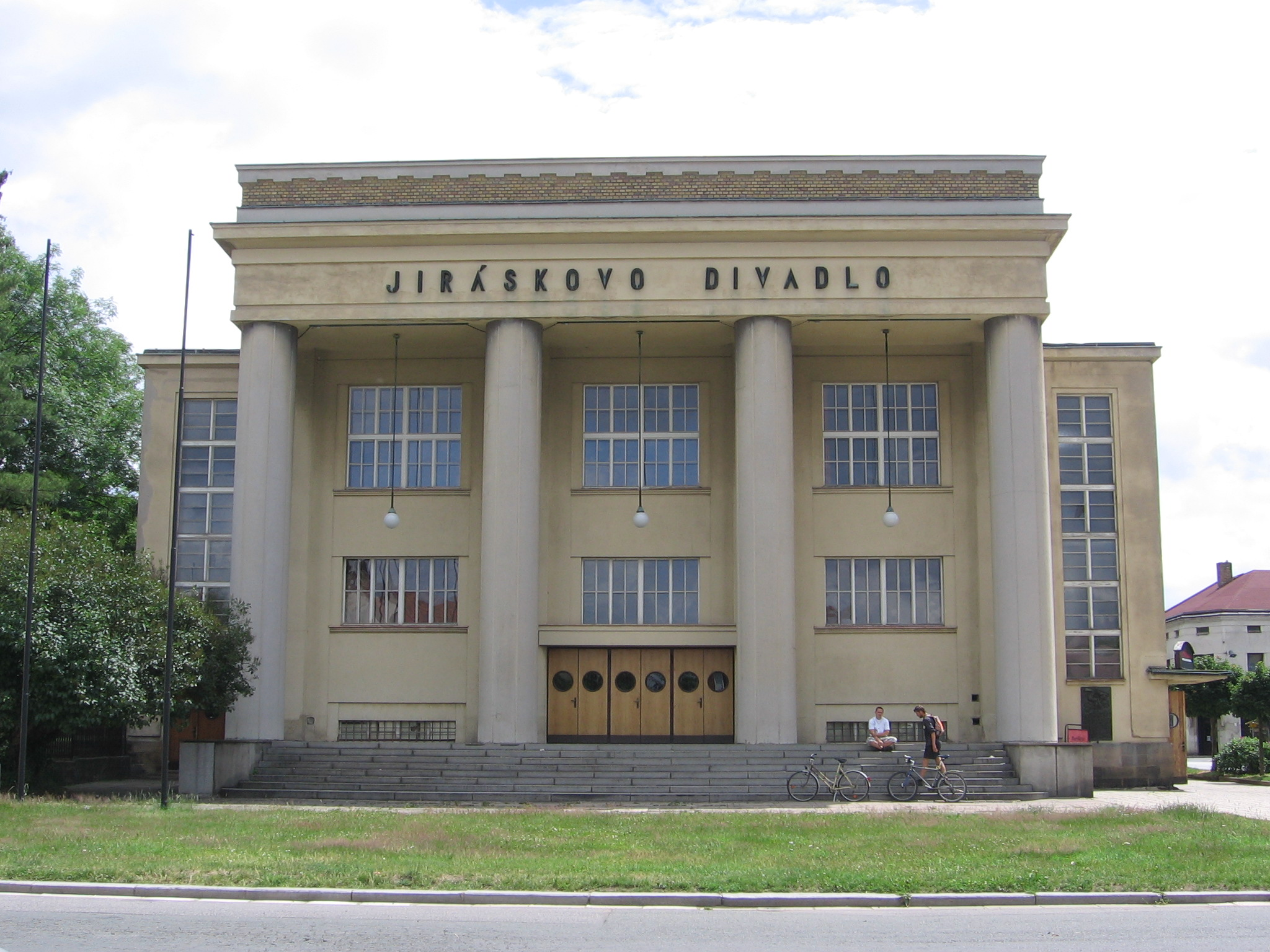
Театр Алоиса Йирасека — символ Гронова.
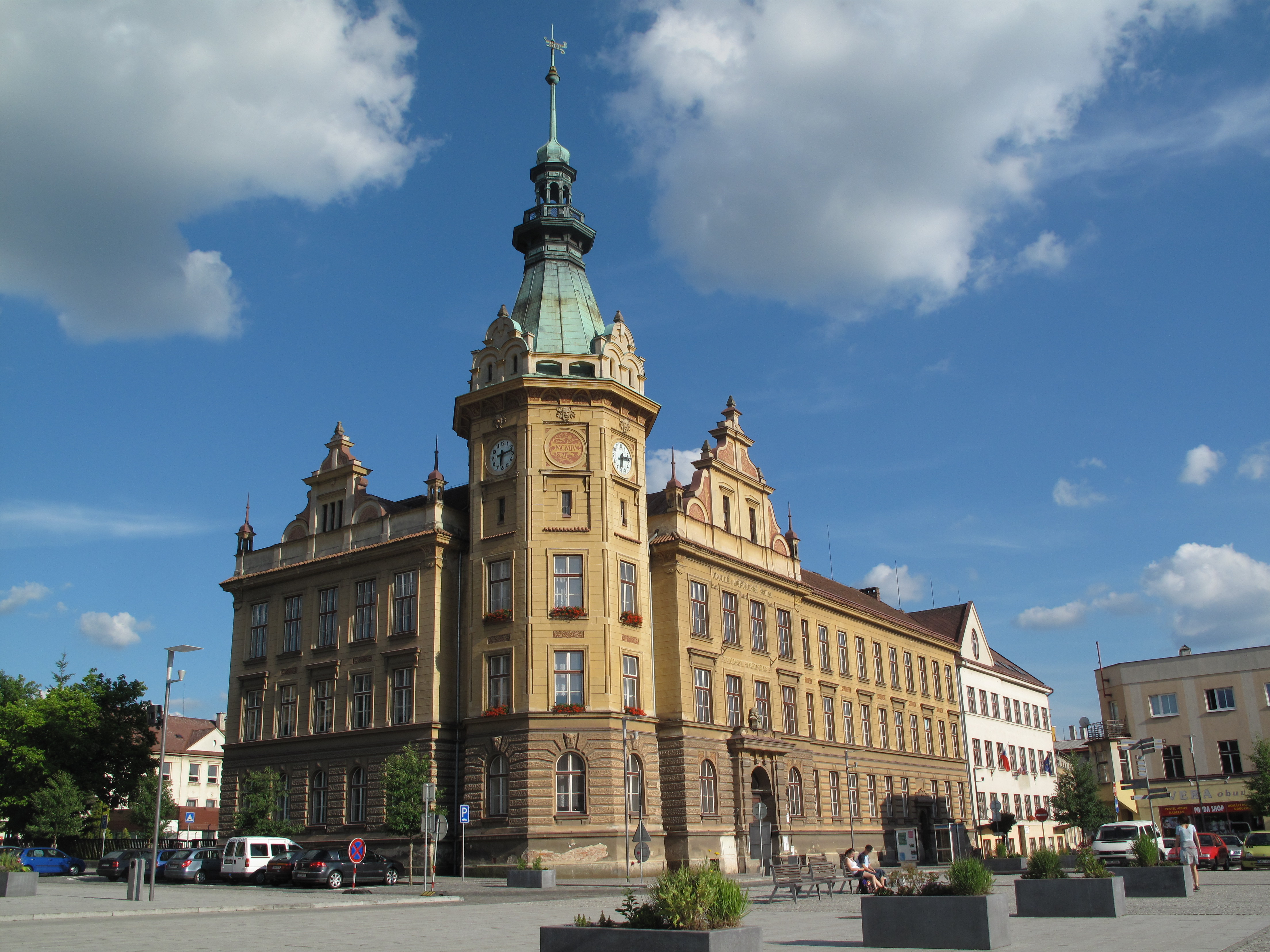
Гроновская школа на городской площади.
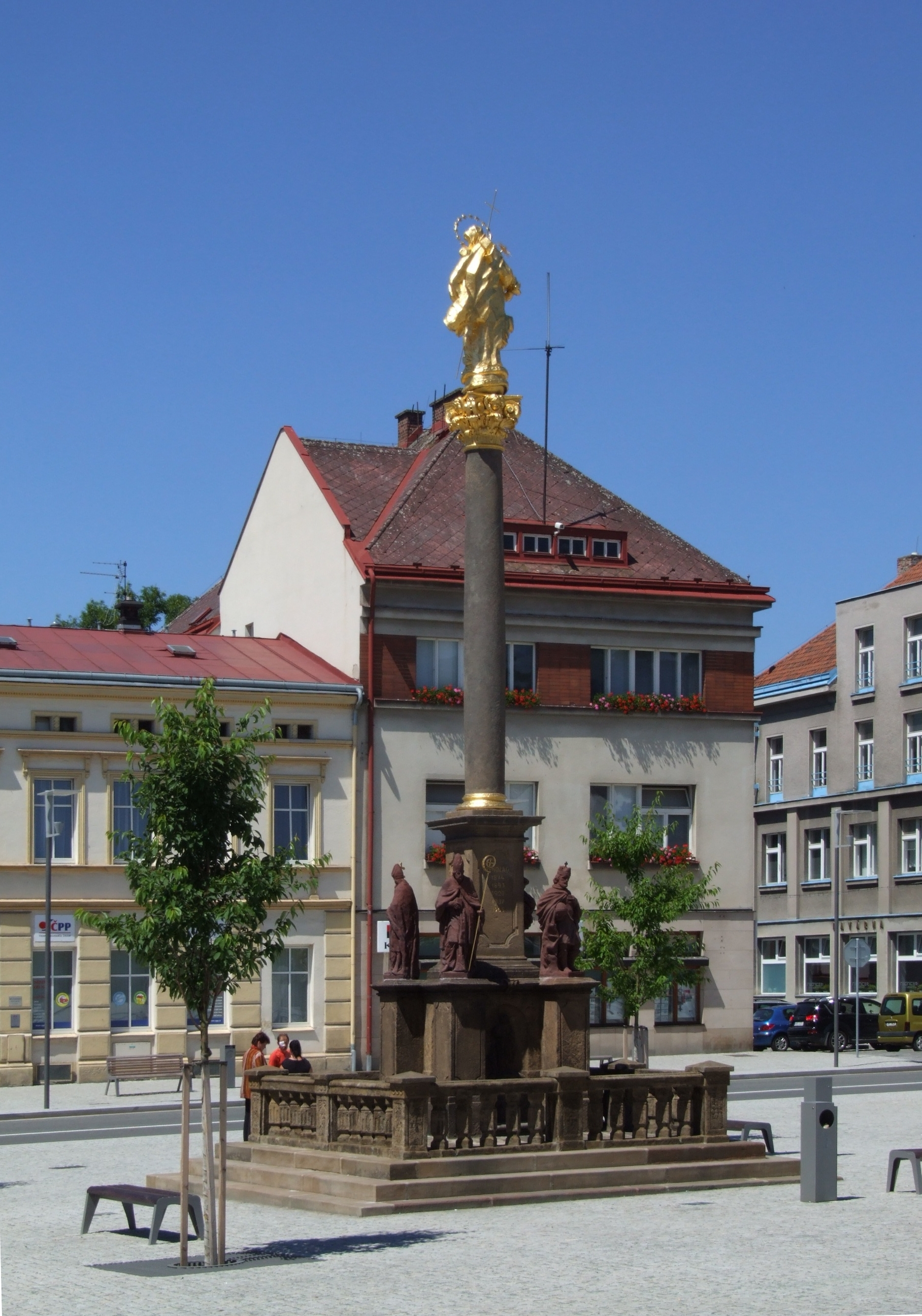
Столб Девы Марии
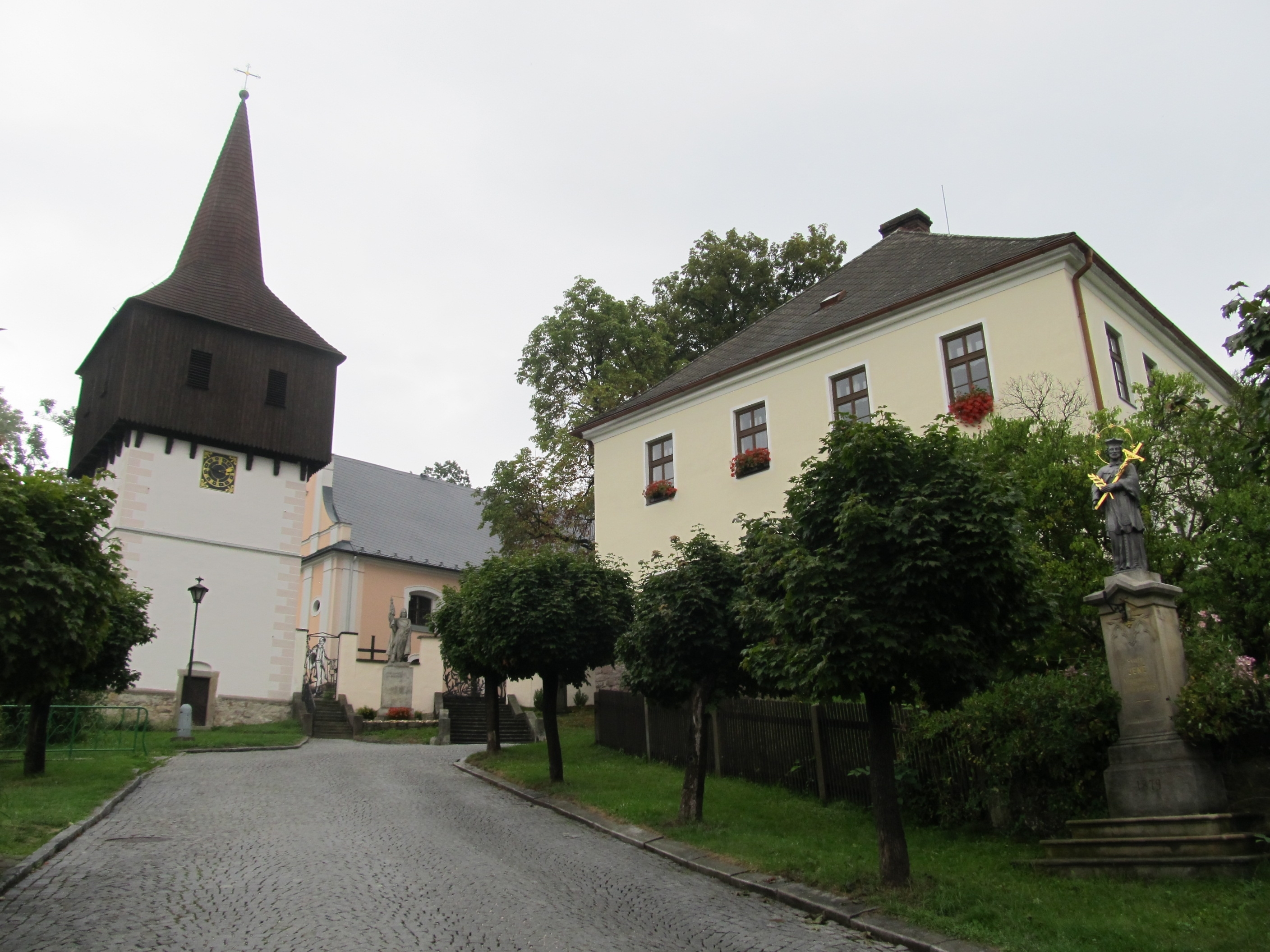
Костёл Всех Святых.
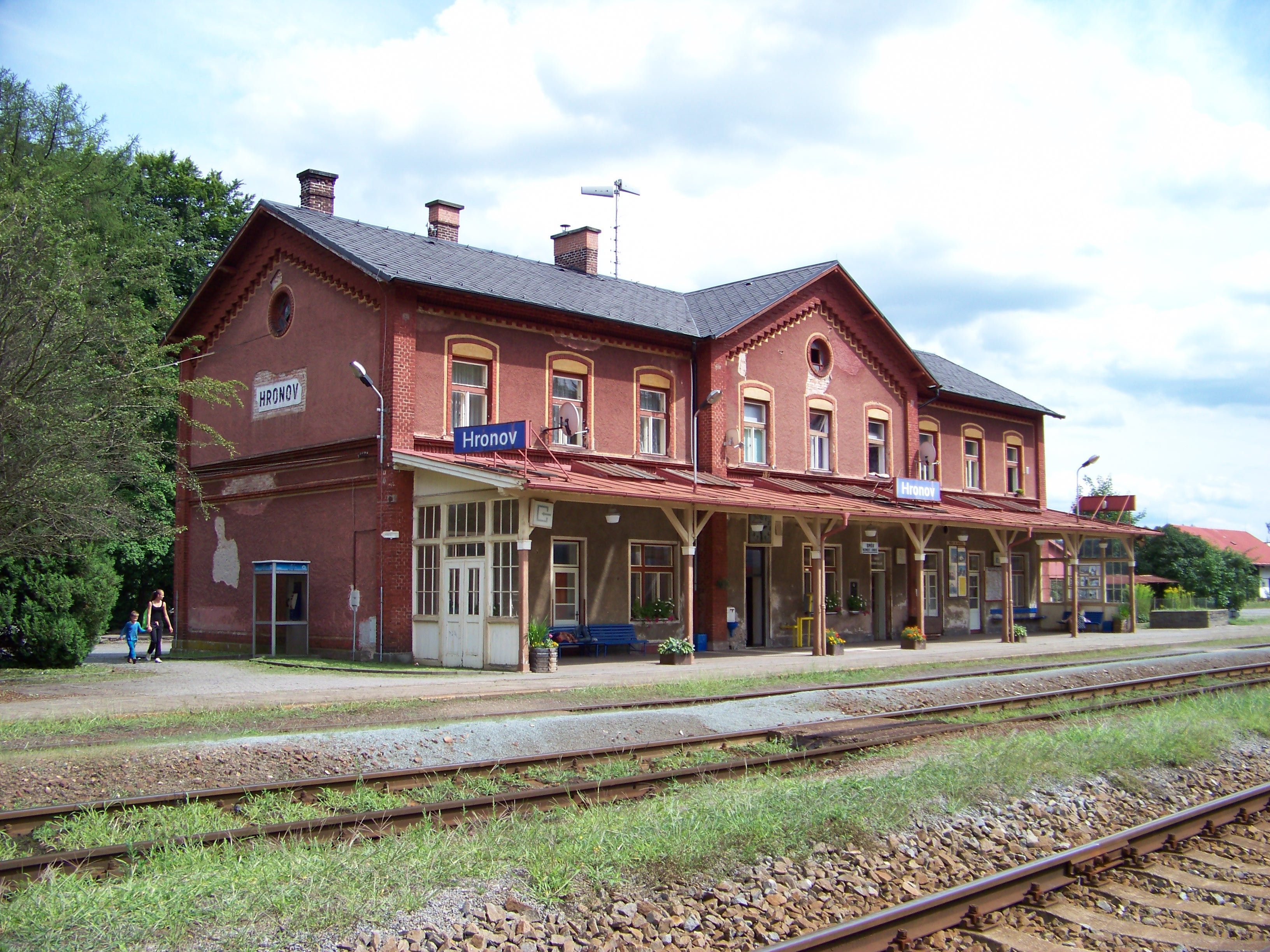
Железнодорожная станция